# Đại hội Xô viết toàn Ukraina
Đại hội Xô viết toàn Ukraina (tiếng Ukraina: Всеукраїнський з'їзд Рад, tiếng Nga: Всеукраинский съезд Советов) là cơ quan quản lý tối cao của Cộng hòa Xã hội chủ nghĩa Xô viết Ukraina trong giai đoạn 1917–1938. Từ năm 1922 đến năm 1938, Hiến pháp của CHXHCNXV Ukraina được định theo Hiến pháp Nga 1918 quy định rằng Đại hội phải được triệu tập ít nhất hai lần một năm. Hiến pháp năm 1926 (tương ứng với tất cả các hiến pháp Xô viết) đã hạ thấp mức tối thiểu xuống mỗi năm một lần.
Tổng cộng đã có 14 kỳ Đại hội Xô viết, phần lớn diễn ra tại Kharkiv.

## Mô tả
Sau khi Nội chiến Nga và sự can thiệp quân sự của nước ngoài kết thúc, đảng cầm quyền của những người Bolshevik tại Ukraina tiếp tục tích cực sử dụng hình thức chuyên chính vô sản của Xô viết trong chính sách đối nội của mình. Việc hình thành thành phần và cơ cấu của Đại hội Xô viết toàn Ukraina, Ban Chấp hành Trung ương toàn Ukraina và Đoàn chủ tịch của nó tiếp tục được thực hiện, với sự trợ giúp của hệ thống bầu cử phi dân chủ và nhiều giai đoạn dưới quyền lãnh đạo của các cơ quan Đảng Bolshevik. Theo Hiến pháp năm 1919 của CHXHCNXV Ukraina, quyền bầu cử chủ động và bị động trong các cuộc bầu cử vào các Xô viết địa phương chỉ được trao cho công nhân, binh sĩ và thủy thủ cũng như người nước ngoài thuộc giai cấp công nhân và giai cấp nông dân lao động (Điều 20). Bị tước quyền bầu cử, “dù thuộc một trong các đối tượng trên”, là những cá nhân từng thuê lao động với mục đích ích kỷ hoặc sống bằng thu nhập không làm mà có, tư thương, trung gian thương mại, tu sĩ và các bậc bề trên tâm linh, các quan chức và đặc vụ của cảnh sát cũ, thành viên của Nhà Romanov, người loạn trí và những người đang được giám hộ, bị kết án. Luật hiến pháp của Nga Xô viết và các nước cộng hòa liên bang khác đã tước bỏ quyền bầu cử của những hạng người đó vì những điều kiện chính trị và lao động. Sau đó, những hạn chế này được mở rộng đối với những "phần tử lao động" có các hành động kulak rõ ràng hoặc kháng nghị tích cực chống lại chế độ Xô viết, người theo Petliura trước đây, "bất kỳ loại kẻ cướp nào", kẻ buôn rượu lậu, kẻ đào ngũ và những kẻ thù khác của chế độ Xô viết.

## Lịch sử

### Đại hội lần một bị hủy bỏ (Kyiv)

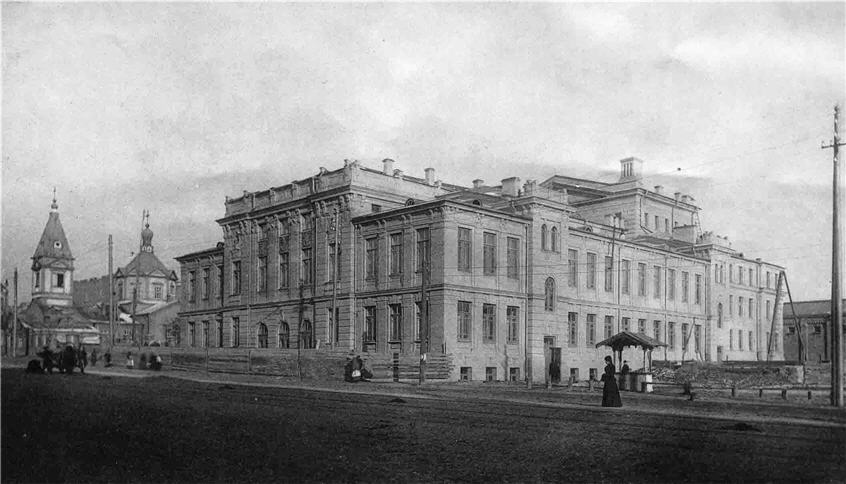
Tòa nhà công cộng Ba ngôi (đương thời gọi là Nhà hát Sadovsky)

Đại hội đầu tiên của Xô viết diễn ra tại Kyiv vào ngày 17 tháng 12 (ngày 4 tháng 12 lịch cũ) năm 1917 tại hội trường của Nhà hát M.Sadovsky (còn được gọi là Tòa nhà công cộng Ba ngôi). Hơn 2.500 đại biểu tham dự Đại hội. Đại hội được triệu tập bởi Xô viết khu vực Kyiv của các đại biểu công nhân và binh sĩ theo yêu cầu của các tổ chức Bolshevik tại Ukraina. Đồng thời vào ngày 16–18 tháng 12 năm 1917 tại Kyiv đã diễn ra một đại hội khu vực của những người Bolshevik tại Ukraina. Đại hội Bolshevik đã thành lập một đảng chính trị thống nhất của Ukraina "RSDLP(b) - Dân chủ-Xã hội của Ukraina" do Ủy ban trưởng đứng đầu.
Vấn đề được giải quyết đầu tiên là bầu đoàn chủ tịch Đại hội do Chủ tịch danh dự của Đại hội là Mykhailo Hrushevsky đứng đầu. Vấn đề trọng tâm trong chương trình nghị sự của đại hội là "Tối hậu thư của Sovnarkom Nga gửi Hội đồng Trung ương Ukraina". Ngày 18 tháng 12 năm 1917, đại hội lên án tối hậu thư. Lãnh đạo phe Bolshevik và thành viên ban tổ chức Vladimir Zatonsky thông báo rằng đã có sự hiểu lầm vì quá nhiều đại biểu có mặt tại đại hội mà không có quyền bỏ phiếu. Zatonsky đề xuất thông báo tạm nghỉ và kiểm tra giấy ủy nhiệm của tất cả các đại biểu. Như một câu trả lời cho đề xuất, lãnh đạo Hiệp hội Nông dân Mykola Stasyuk tuyên bố rằng ủy ban khu vực của Xô viết Đại biểu Công nhân và Binh sĩ muốn làm sai lệch ý chí của nhân dân Ukraina bằng cách ưu tiên cho công nhân và binh sĩ, những người thậm chí không phải là người Ukraina, thay vì là nông dân. Vì vậy, ban chấp hành của Trung ương Hội Nông dân quan tâm đến việc tăng số lượng đại diện của nông dân tại Đại hội. Sau đó, những người Bolshevik đề nghị công nhận đại hội là một cuộc họp hiệp thương. Khi đề xuất bị từ chối, 127 người ủng hộ Bolshevik đã rời đại hội để phản đối. Các đại biểu tham gia còn lại công nhận đại hội là đại hội có thẩm quyền. Vào ngày 18 tháng 12 năm 1917, 124 đại biểu từ 49 Xô viết rời Đại hội Kyiv đã tập trung tại một cuộc họp riêng tại Văn phòng Công đoàn Trung ương Kyiv.

### Đại hội lần một (Kharkiv)
Vào ngày 21 tháng 12 năm 1917, Hồng vệ binh của nước Nga Xô viết do Vladimir Antonov-Ovseyenko chỉ huy đã chiếm Kharkiv. Đêm ngày 22 tháng 12 năm 1917, Hồng vệ binh Nga cùng với những người Bolshevik địa phương đã tước vũ khí của các đơn vị quân đội Ukraina và bắt giữ các nhà lãnh đạo của Hội đồng thành phố Kharkiv và quân đồn trú. Đến ngày 23 tháng 12 năm 1917, những người Bolshevik thành lập một revkom (ủy ban cách mạng). Trụ sở của Hồng vệ binh địa phương được thành lập vào ngày 14 tháng 12 năm 1917 và được đặt tại tòa nhà Sở Giao dịch Chứng khoán tại Quảng trường Chợ (ngày nay là Ploshcha Konstytutsii hoặc Quảng trường Hiến pháp).
Vào ngày 24–25 tháng 12 năm 1917 tại tòa nhà Kharkov của Hội nghị Quý tộc (Quảng trường Chợ), một Đại hội Xô viết đầu tiên khác đã được tổ chức. Đại hội quy tụ ban đầu 964 người tham gia, sau đó tăng lên 1250. Đại hội xem xét một số vấn đề: thái độ đối với Hội đồng Trung ương Ukraina, chiến tranh và hòa bình cũng như về tổ chức lực lượng quân sự, về Ukraina và nước Nga Xô viết, các vấn đề tài sản và tài chính.
Đại hội đã thông qua Hiệp ước Brest-Litovsk giữa Nga Xô viết và Liên minh Trung tâm, tuyên bố nền độc lập của Cộng hòa Nhân dân Xô viết Ukraina với tư cách là một nước cộng hòa liên bang của Nga Xô viết, Luật về xã hội hóa đất đai được Đại hội Xô viết toàn Nga lần thứ 3 thông qua, "về hệ thống nhà nước", các sắc lệnh về ngày làm việc 8 giờ và kiểm soát lao động, tổ chức của Hồng quân Công-Nông Ukraina. Chính sách của Hội đồng Trung ương Ukraina trong nghị quyết "Về thời khắc chính trị" đã bị lên án về yêu cầu rút Lực lượng Vũ trang Áo và Đức khỏi Ukraina. Các đại biểu đã bầu ra thành phần mới của Ban Chấp hành Trung ương Ukraina gồm 102 thành viên đứng đầu là Vladimir Zatonsky.
Đại hội Xô viết toàn Ukraina lần thứ hai diễn ra tại Katerynoslav.

### Chuyển đổi
Đại hội không còn tồn tại vào cuối cuộc cải cách hiến pháp năm 1936-1937, khi cuộc bầu cử gián tiếp ở cấp liên bang và sau đó ở cấp cộng hòa đối với các Xô viết được thay thế bằng bầu cử trực tiếp ở tất cả các cấp, với Xô viết tối cao là cơ quan cao nhất.

## Danh sách các đại hội
| Kỳ họp           | Ngày                            | Địa điểm     | Sự kiện chính | Đại biểu |
| ---------------- | ------------------------------- | ------------ | --- | -------- |
| I (hủy bỏ)       | 17–18 tháng 12 năm 1917         | Kyiv         | Phỏng theo Hội đồng Trung ương Ukraina với tư cách là cơ quan quyền lực tối cao Mykhailo Hrushevsky (Chủ tịch Hội đồng Trung ương Ukraina) |          |
| I                | 24–25 tháng 12 năm 1917         | Kharkiv      | Tuyên bố về quyền lực của Xô viết, thành lập Ukraina với tư cách là một thực thể liên bang của Nga Xô viết, thành lập Ban Bí thư Nhân dân, kêu gọi nhân dân Ukraina đấu tranh chống lại Hội đồng Trung ương Ukraina tư sản-dân tộc Yukhym Medvedev (Chủ tịch Ban Chấp hành Trung ương)                  | <200     |
| II               | 17–19 tháng 3 năm 1918          | Katerynoslav | Phê duyệt Hiệp ước Brest-Litovsk của Xô viết và chỉ phá vỡ liên minh với Nga trên danh nghĩa Quyết định thành lập Hồng quân và sẽ chiến đấu chống lại quyền lực tư sản đã được phục hồi, thông qua "các quy định tạm thời về xã hội hóa đất đai" Volodymyr Zatonsky (Chủ tịch Ban Chấp hành trung ương) | 964      |
| III              | 6–10 tháng 3 năm 1919           | Kharkiv      | Cải tổ cơ quan chính phủ Ukraina, thông qua quyết định thành lập Hồng quân chính quy, các chính sách của Bộ Dân ủy Nhân dân về cung cấp lương thực và chủ nghĩa cộng sản thời chiến, điều chỉnh Hiến pháp đầu tiên của CHXHCNXV Ukraina Grigory Petrovsky (Chủ tịch Ban Chấp hành Trung ương)           | 1.719    |
| IV               | 16–20 tháng 5 năm 1920          | Kharkiv      | Chiến tranh Ba Lan–Xô viết Các ủy ban Nông dân nghèo Bầu 34 thành viên vào Ủy ban Chấp hành Trung ương toàn Nga | 811      |
| V                | 25 tháng 2 – 3 tháng 3 năm 1921 | Kharkiv      | Phê chuẩn Hiệp ước Công nhân-Nông dân Liên bang năm 1920 giữa Ukraina Xô viết và Nga Xô viết, Thông qua các nghị quyết về phục hồi ngành công nghiệp than và luyện kim, điện khí hóa, cải thiện việc sử dụng đất Thiết lập Huân chương Cờ đỏ Lao động (Huân chương duy nhất của Ukraina Xô viết)        | 841      |
| VI               | 14–17 tháng 12 năm 1921         | Kharkiv      | Prodnalog, quỹ lương thực cho dân nghèo và chiến dịch gieo hạt năm 1922 Chính sách Kinh tế Mới Bầu cử 254 đại biểu tham dự Đại hội Xô viết lần thứ 9 của Nga Xô viết | 820      |
| VII              | 10–14 tháng 12 năm 1922         | Kharkiv      | Tuyên bố thành lập Liên Xô Bầu cử đại biểu dự Đại hội Xô viết lần thứ 10 của Nga Xô viết | 785      |
| VIII             | 17–20 tháng 1 năm 1924          | Kharkiv      | |          |
| IX               | 3–10 tháng 5 năm 1925           | Kharkiv      | Sửa đổi Hiến pháp cho phù hợp với Hiến pháp Liên Xô 1924 | 838      |
| 10th X           | 6–13 tháng 4 năm 1927           | Kharkiv      | | 1.059    |
| XI               | 7–15 tháng 5 năm 1929           | Kharkiv      | Điều chỉnh Hiến pháp của CHXHCNXV Ucraina với tư cách là thành viên của Liên Xô | 893      |
| XII              | 25 tháng 2 – 4 tháng 3 năm 1931 | Kharkiv      | |          |
| XIII             | 15–22 tháng 1 năm 1935          | Kyiv         | |          |
| XIV (bất thường) | 25–31 tháng 1 năm 1937          | Kyiv         | Chuyển đổi Đại hội Xô viết và Ban Chấp hành Trung ương lần lượt thành Xô viết Tối cao và Đoàn Chủ tịch Xô viết Tối cao Điều chỉnh phiên bản Stalin của Hiến pháp của CHXHCNXV Ucraina |          |

## Bầu cử
Theo điều 24 của Hiến pháp năm 1929, Đại hội bao gồm các đại biểu từ Đại hội Xô viết toàn Modavia và các Đại hội Xô viết của các okruha. Cứ 10.000 cử tri tại các thành phố và khu định cư kiểu đô thị và cứ 50.000 cư dân ở các khu vực hội đồng nông thôn thì sẽ bầu một đại biểu.

## Quyền lực
Quyền tài phán độc quyền của Đại hội bao gồm:
- Bầu cử Ban Chấp hành Trung ương Ukraina
- Thông qua Hiến pháp của Cộng hòa Xã hội chủ nghĩa Xô viết Ukraina và các sửa đổi về nó.
- Phê duyệt các sửa đổi do Ban Chấp hành Trung ương đề xuất
- Phê duyệt hiến pháp của các nước cộng hòa tự trị thuộc Ukraina

Các vấn đề khác thì Đại hội và Ban Chấp hành Trung ương cùng có thẩm quyền.